# Бой под Вытычным
Бой под Вытычным (пол. Bitwa pod Wytycznem) — бои во время Польского похода РККА между польскими и советскими войсками, состоявшиеся 1 октября 1939 близ Вытычно (Люблинское воеводство). Завершились победой советских войск.

## Ход битвы

### Разведка боем
52-я стрелковая дивизия с 28 сентября вела очень тяжёлые бои за Шацк: часть 411-го танкового батальона попалась в ловушку и была уничтожена польскими частями, что привело к разладу в командовании дивизией. Стремясь оказать помощь увязнувшей 52-й дивизии, командир 15-го стрелкового корпуса выслал на помощь в направлении Влодавы 253-й стрелковый полк и подвижный отряд 45-й стрелковой дивизии. В 22:00 30 сентября отряд выбрался из района Завадов по шоссе на Влодаву, а в 4:50 1 октября танковая рота разведбатальона из подвижного отряда вышла к югу от Вытычно, где был встречен огнём двух противотанковых орудий (два танка Т-37 были подбиты, из экипажей выжили только по одному человеку).
В 5:30 в разведку был отправлен кавалерийский эскадрон разведбатальона. На западной и восточной окраинах Вытычно кавалеристы были встречены мощным пулемётным огнём противника из семи станковых пулемётов: на северо-восточном берегу озера Вытыцке, южной окраине и южной опушке рощи восточнее Вытычно поляки организовали мощную оборону, спрятав пулемёты в стогах сена, деревьях, окнах домов и на лодках на озере. На юге были также установлены 18 противотанковых орудий, а узкий перешеек между озером и городом был под сильным обстрелом. Численность гарнизона составляла 2 тысячи человек: это были пограничные войска, жандармы и офицеры.

### Боевые задачи
Командир 253-го стрелкового полка, выяснив обстановку, приказал:
1. 1-м стрелковым батальоном наступать на восточную окраину Вытычно (в дальнейшем Старый Майдан).
2. 2-м стрелковым батальоном наступать по шоссе между озером Вытыцке и Вытычно, а после овладения перешейком наступать на Метелка.
3. Танковому батальону атаковать противникa вдоль шоссе, содействуя наступлению 1-го и 2-го стрелковых батальонов.
4. Кавалерийскому эскадрону разведбатальона в пешем строю атаковать в направлении Вытычно в промежутке между 1-м и 2-м стрелковыми батальонами.
5. Дивизионом 45-го артполкa из районa Господский двор Черников подавить огневые точки противникa в районе Вытычно и поддержать атаку подразделений.

### Бой
Атака началась в 7:00. Кавалерийский эскадрон разведбатальона и 1-й стрелковый батальон взяли город в 9:00, захватив в плен около 400 человек. 2-й стрелковый батальон действовал менее успешно: наступая по восточному берегу в направлении Метелка, солдаты подверглись мощному пулемётному обстрелу, который вёлся с лодок на озере. Командир полка отвёл батальон на юго-западную окраину и повёл его после отдыха по западному берегу на Вульку-Вытыцку, чтобы не допустить отход поляков на запад.
1-й стрелковый батальон тем временем взял в 13:00 Старый Майдан и продолжил наступление на Метелку через лес. Дойдя до восточной опушки рощи, батальон вступил в штыковую схватку с контратакующими поляками. В результате боя были убиты 170 солдат противника. В 14:45 контратакующий противник полностью разгромлен и начал отступать на северо-запад, но подразделения 253-го полка продолжили преследование. В 17:00 41-я разведывательная авиаэскадрилья штурмовала отходящие колонны противника по дороге Песя-Воля — Сосновица. Местные жители потом утверждали, что поляки при виде авиации в панике разбежались, размахивая большими платками, и побросали всё оружие и боеприпасы в озеро Белок.
Потери 253-го стрелкового полкa с приданными частями составили 31 человек убитыми и 101 ранеными. Из строя были выведены три танка Т-37. Потери поляков составили 380 убитыми и 1000 пленными. В качестве трофеев советским солдатам достались 400 винтовок, 8 пулемётов и 4 орудия.